# 百万人署名運動
とめよう戦争への道！ 百万人署名運動（とめようせんそうへのみち ひゃくまんにんしょめいうんどう）は日本全国50数か所の連絡会活動による各地域ごとの労働組合や地方議員、キリスト教社会派のネットワークづくりを追求し、有事法制に反対する署名運動を行う反戦・平和運動である。
日本国内で、新左翼団体である中核派の関与が指摘されている。1997年9月に38人の呼びかけ人によって「日米新安保ガイドラインと有事立法に反対する百万人署名運動」として開始された。

その後の動向については明らかでない。

## 呼びかけ人（2001年9月時点）
各人の肩書きは「百万人署名運動」の呼びかけ文の記載に基づく。

### キリスト教関係者
江尻美穂子（日本YWCA会長）、小田原紀雄（日本基督教団靖国・天皇制問題情報センター）、木邨健三（カトリック正義と平和協議会事務局長）、田上中（日本キリスト教会栃木教会）、西川重則（平和遺族会全国連絡会事務局長）、森山忞（NCC靖国問題委員会）、領家穰（関西学院名誉大学教授）、弓削達（東京大学・フェリス女学院大学名誉教授）

### 法曹関係者
大野康平（弁護士）、海渡雄一（弁護士）、佐藤昭夫（早稲田大学名誉教授、弁護士）、環直彌（弁護士）、松井道夫（弁護士）、宮里邦雄（弁護士）、宮島尚史（弁護士）、森川金寿（弁護士）、金城睦（弁護士・沖縄県憲法普及協会会長）、北尻得五郎（元日弁連会長）　　

### 教職員組合・労働組合関係者
梶村晃（九州沖縄平和教育研究所・元福岡県教組委員長）、福地曠昭（沖縄人権協会理事長・元沖教組委員長）、山田篤（前鳥取県高教組委員長）、横堀正一（前千葉県高教組委員長）、中小路清雄（元日本教職員組合書記長）、樫村潔（国鉄労働組合元書記長）、佐藤芳夫（元中立労働組合連絡会議議長）、宮坂要（国鉄労働組合元書記長）　

### 政治家
栗原君子（元参議院議員）、小森龍邦（元衆議院議員）、辻元清美（衆議院議員）、中川智子（元衆議院議員）、濱田健一（元衆議院議員）、福島瑞穂（社会民主党党首・参議院議員）、保坂展人（世田谷区長、元衆議院議員）、島袋宗康（元参議院議員、チュチェ思想研究会全国連絡会）　

### 行政関係
竹内伊知（元小松市長、小松基地爆音訴訟原告）、本島等（元長崎市長）　

### 大学教授
鎌倉孝夫（埼玉大学名誉教授）、北西允（広島大学名誉教授）、小出昭一郎（東京大学名誉教授）、藤本治（静岡大学名誉教授）

### 運動家
照屋秀傳（沖縄・反戦地主会会長）、知花昌一（沖縄・反戦地主、僧侶）、桑江テル子（基地・軍隊を許さない行動する女たちの会事務局長）、中谷康子（元自衛官「合祀｣拒否訴訟原告）、西岡智（元部落解放同盟中執・狭山闘争本部事務局長）　

### 作家・評論家
針生一郎（新日本文学会代表世話人）、佐野洋（作家）、中島誠（文芸評論家）、菅孝行（評論家）、佐高信（評論家）、白井佳夫（映画評論家）

### その他
左幸子（女優）、辛淑玉（人材育成コンサルタント）、戸次公正（真宗大谷派僧侶）　　　　　　　　　　　　　　　　　　

## 中核派の関与
「平成13年警察白書」による中核派の説明中に記された関連運動。以下は「第6章 公安の維持」の一節「7 極左暴力集団の動向と対策」からの引用。
2004年（平成16年）の警察庁広報誌『焦点』270号では、「中核派は、国内最大のテロ組織であり、百万人署名運動のイニシアチブを取っている」と指摘されている。